# Jean Jacques Kickx
Jean Jacques Kickx (* 27. Januar 1842 in Gent, Belgien; † 27. März 1887 ebenda) war ein flämischer bzw. belgischer Botaniker. Sein offizielles botanisches Autorenkürzel lautet „J.J.Kickx“.

## Leben und Wirken
Jean Jacques Kickx war der Sohn von Jean Kickx und Hélène-Louise Kesteloot. Er studierte Naturwissenschaften an der Universität Gent, legte 1863 das Doktorexamen ab und arbeitete anschließend bei Julius Sachs an der Universität Bonn. Nach dem Tod seines Vaters kehrte er an die Universität Gent zurück, wurde dort 1867 außerordentlicher und ab 1871 ordentlicher Professor für Botanik. Von 1885 bis 1887 war er Rektor der Universität Gent.
Er beendete und veröffentlichte das Werk Flore cryptogamique des Flandres, das sein Vater begonnen hatte.